# Forthing SX6
Forthing SX6 — выпускающийся с июля 2016 года среднеразмерный кроссовер суббренда Forthing китайского автопроизводителя Dongfeng.

## Описание
Цены на Forthing SX6 варьируются от 69900 до 102900 юаней. Автомобиль оснащается 1,6-литровым и 2,0-литровым двигателями мощностью, соответственно, 117 и 138 л. с. и крутящим моментом, соответственно, 150 и 200 Н⋅м. 1,6-литровый двигатель сочетается в паре с пятиступенчатой механической трансмиссией или же с вариатором, в то время как 2,0-литровый двигатель сочетается в паре только с пятиступенчатой механической трансмиссией. Автомобиль продаётся в комплектациях Comfort и Premium. Конкурентом является Volkswagen Tiguan.

## Технические характеристики
| Бензиновые двигатели внутреннего сгорания | Бензиновые двигатели внутреннего сгорания | Бензиновые двигатели внутреннего сгорания | Бензиновые двигатели внутреннего сгорания | Бензиновые двигатели внутреннего сгорания |
| Модель                                    | Объём                                     | Мощность                                  | Крутящий момент                           | Трансмиссия                               |
| ----------------------------------------- | ----------------------------------------- | ----------------------------------------- | ----------------------------------------- | ----------------------------------------- |
| Mitsubishi 4A9                            | 1,6 л                                     | 117 л. с.                                 | 150 Н⋅м                                   | 5-скор. МКПП CVT                          |
| PSA EW                                    | 2,0 л                                     | 138 л. с.                                 | 200 Н⋅м                                   | 5-скор. МКПП                              |

## Галерея

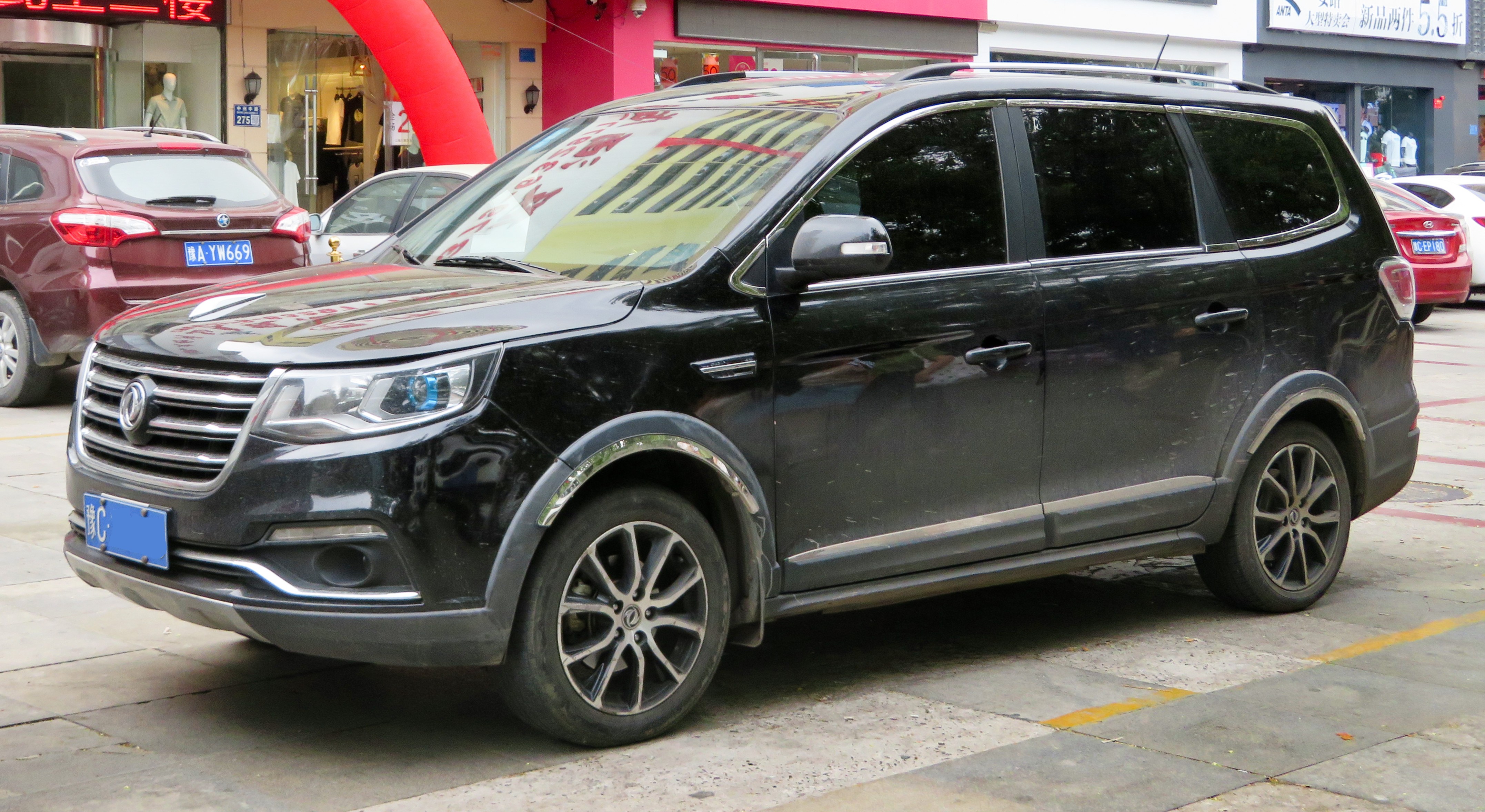
Dongfeng Fengxing SX6
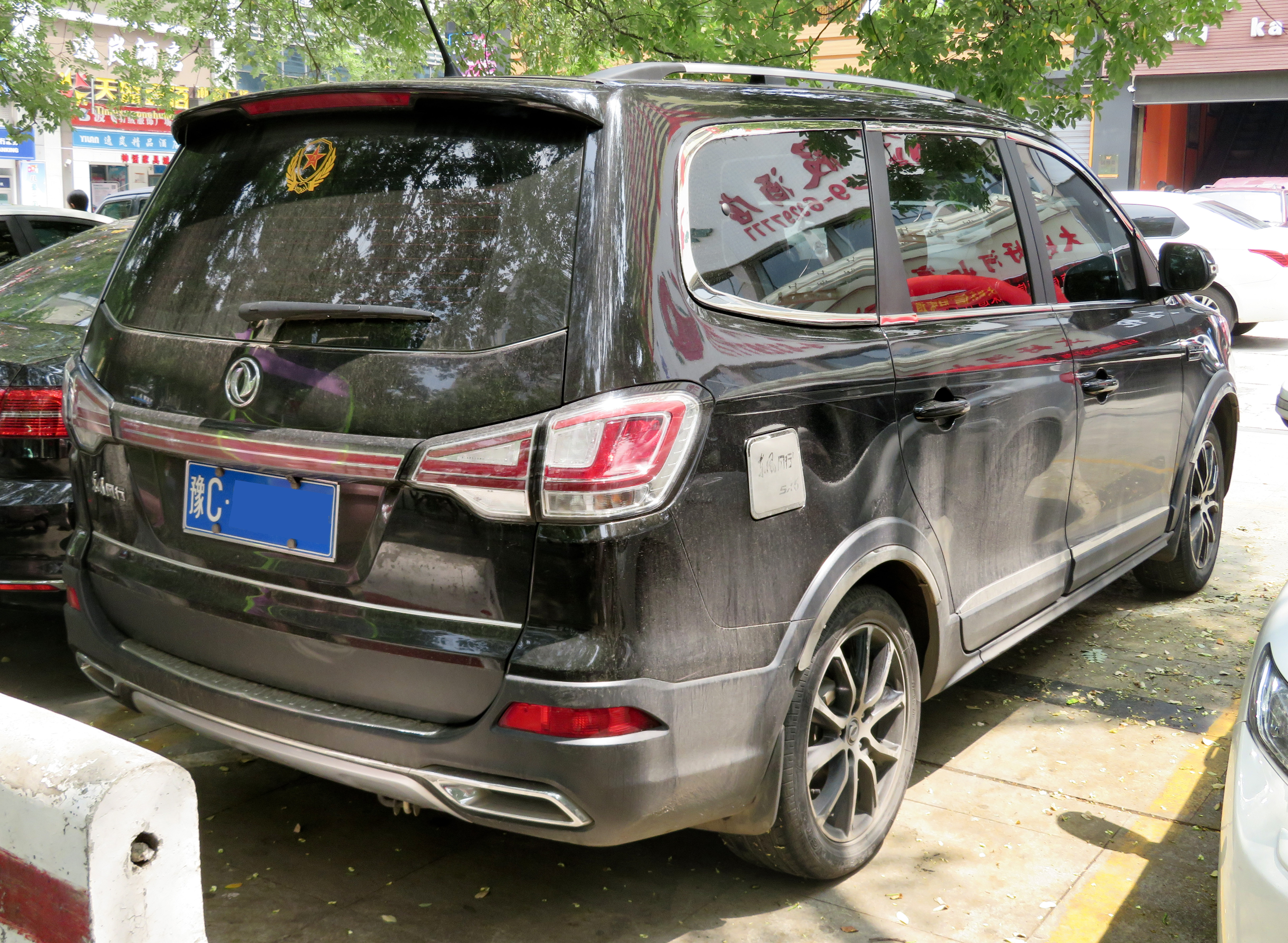
Dongfeng Fengxing SX6
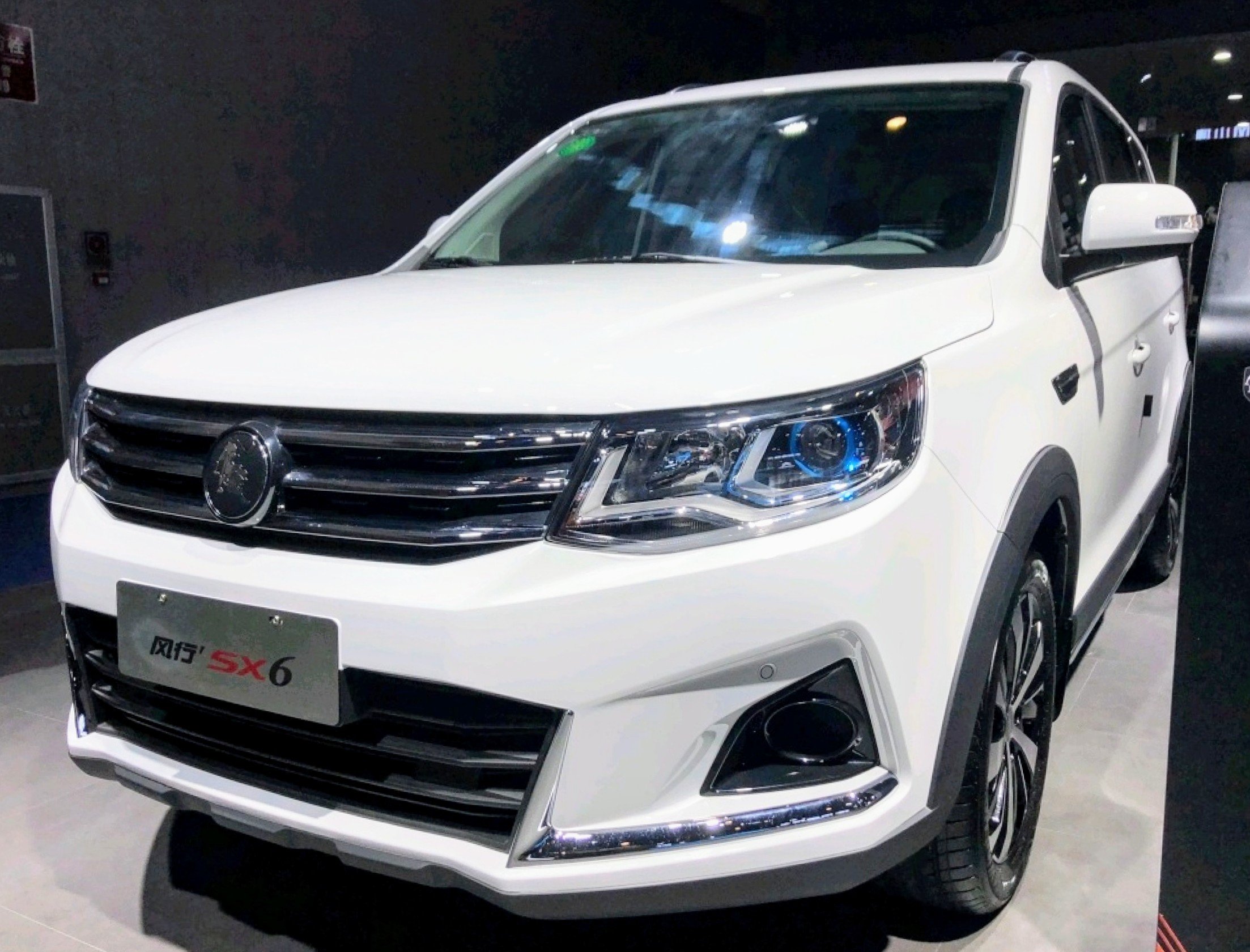
Forthing SX6
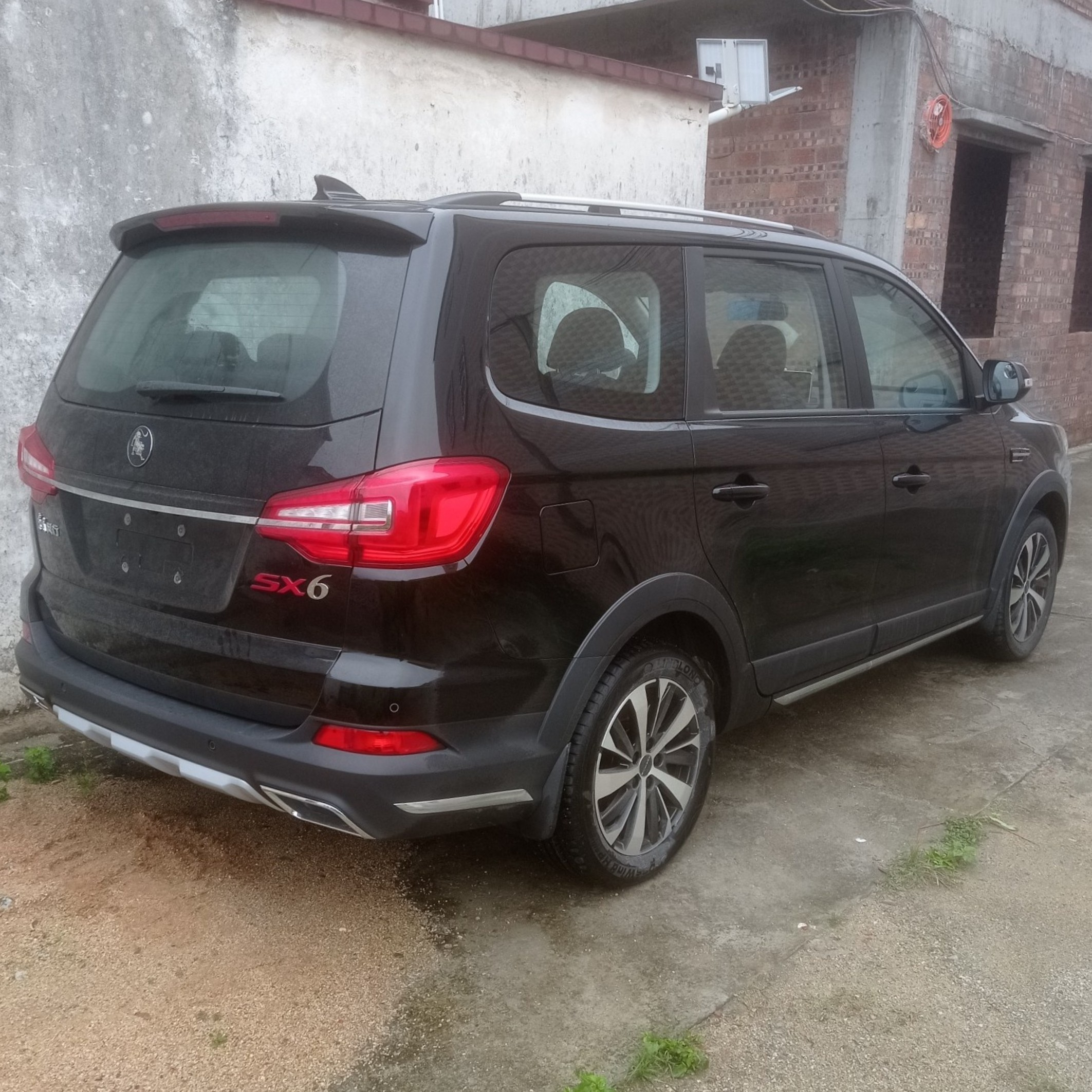
Forthing SX6